# Kroonstad
Kroonstad, también conocida como Maokeng, es una ciudad sudafricana de la provincia del Estado Libre, de la cual es la tercera con más población.

## Toponimia
El topónimo Kroonstad viene del afrikáans para "Ciudad Corona". Maokeng es un área entre Kroonstad, y la palabra es habitualmente usada como sinónimo de esta localidad. Maokeng es un nombre en sesotho y significa "lugar de las  acacias".

## Geografía
Se encuentra cerca de dos horas de coche desde la carretera N1 desde Gauteng. Es la segunda ciudad comercial y área urbana sobre la Northern Free State (antes Welkom), y un importante lugar de conexión ferroviaria sobre la línea principal de Ciudad del Cabo a Johannesburgo.

## Historia
Hacia 1904 tenía contabilizada una población de 7191 habitantes, de los cuales 3708 eran «blancos».